# Фен'яне
Фен'яне (англ. Fenyane) — одна з місцевих громад, що розташована в районі Лерібе, Лесото. Населення місцевої ради у 2006 році становило 10 271 особу.